# رایملینگن
رایملینگن (به آلمانی: Reimlingen) یک شهر در آلمان است که در دناو-ریس واقع شده‌است.